# Tetsuo Mizutori
Pour les articles homonymes, voir Mizutori.
Tetsuya Mizushima (鉄矢 水島, Mizushima Tetsuya) dit Tetsuo Mizutori (水鳥 鐵夫, Mizutori Tetsuo) est un acteur japonais spécialisé dans le doublage (seiyū), né le 25 décembre 1938 à Tokyo et mort le 14 juillet 2010.

## Doublage

### Anime
- Ashita no Joe 2 : Tōno
- Blue Comet SPT Layzner : Chifurenko
- Captain Tsubasa : père de Misaki
- Chikkun Takkun : père de Chikkun
- Conan, le fils du futur : Kuzō
- Cooking Papa : Osamu Fukai (2e voix)
- Dragon Ball : Kurigashira-seensei /  Doeg
- Dragon Ball Z : Zorudo
- Dr. Slump: Arale-chan : Kurigashira-sensei /  Dog /  Doctor Usune
- Gundam séries
- Kidō Senshi Gundam : Captain Gadem (épisode 3)
- Kidō Senshi Gundam ZZ : Leader /  Neo Shion Soldier
- Erika (Kenzō Hirata)
- Jungle Kurobē : Pao Pao
- Kaibutsu-kun: Kaibutsu Land he no Shōtai : Gorilla King
- Kaze no Tani no Nausicaä : Command
- Kidō Senshi Gundam : Gadem /  Amuro Confederation Soldier /  Old Refugee
- Kidō Senshi Gundam 0079 Card Builder : Gadem
- Kinnikuman : Brocken Junior /  Yosaku-san /  Franky /  Brockenman /  Duke Kamata /  Wild Bakuto
- Malicieuse Kiki : Chief
- Mashin Eiyuuden Wataru : Touch Down
- Nils Holgersson : Ondori /  Swan King
- Ninja Hattori-kun + Paaman: Chōnōryoku Wars : Person
- Nintama Rantarō : Tetsumaru Kinoshita /  Kamisuki Sennin
- Osomatsu-kun (version de 1988) : Tō-san /  Beshi
- Pachisuro Kinnikuman : Brocken Junior /  Yosaku-san
- Read Or Die TV : Old Man
- Slayers evolution-R : Hunter
- Soreike! Anpanman : Tekkotsu Hollerman Blue
- Sous le signe des Mousquetaires : (épisodes 16 et 17)
- Super Mario Bros. : Peach-Hime Kyushutsu Dai Sakusen! : Koopa Troopa
- Ultra 6 Roku Kyōdai vs. Kaijū Gundan : Butsuzō Thief Leader
- Xabungle Graffiti : Giro Bull

### OAV
- Ginga Eiyū Densetsu : Bronze
- Konpeki no Kantai : Naohiko Kumagai
- Osomatsu-kun: Iyami Hahitori Kaze no Uchi : Tō-san, Beshi
- Osomatsu-kun: Suika no Hoshi Karakonnichiha Suns! : Tō-san, Beshi
- Ozanari Dungeon: Kaze no Tō : Foron
- Warau Hyōteki : Villager

### Tokusatsu
- Kyōryū Sentai Koseidon : Sōkan Zaji  (voix)
- Mirai Sentai Timeranger : Gambler Berito (voix)
- Robot Keiji : Tenagaman (voix) / Ganrikiman (voix)
- Ultraman 80 : Space Ninja Baltan Seijin : Godaime (voix)

### Films et séries étrangères
- Un pont trop loin :  un soldat
- Les Douze Salopards : général Worden (Ernest Borgnine)
- Les Indians : Charlie Donovan (Charles Cyphers)
- Les Schtroumpfs : Grand Schtroumpf
- Les Sentinelles de l'air